# 石元乡
石元乡，是中华人民共和国四川省绵阳市江油市曾经下辖的一个乡。2019年12月，撤销石元乡，将其所属行政区域划归雁门镇管辖。

## 行政区划
石元乡撤销前下辖以下地区：
石瓶村、青杠林村、旱坪山村、铁坪村、樟木山村、仙鹤池村、五指山村和楠木园村。